# Jabiru (Australia)
Jabiru es una ciudad australiana ubicada en el Territorio del Norte. Su población en el año 2008 era de 1287 habitantes, y es una de las principales localidades de la Tierra de Arnhem. La ciudad está a 317 km de Darwin, la capital del territorio, a 1495 km de Alice Springs, y a 1029 km por carretera de Nhulunbuy, la principal ciudad de la Tierra de Arnhem.
Jabiru se fundó en 1982 como lugar de alojamiento para los trabajadores de la mina de uranio Ranger, en la que se extrae buena parte del uranio que exporta Australia. Sin embargo la proximidad de la ciudad con el Parque nacional Kakadu ha terminado haciendo del turismo su principal fuente de ingresos.